# Knäckebröd Blues
Knäckebröd Blues från 2004 är ett studioalbum av Louise Hoffsten. Albumet är en remix av Blues från 1998.

## Låtlista
1. The Seduction of Sweet Louise (Frankie Miller) – 3:53
2. Baby, Don't You Tear My Clothes (Sam Hopkins) – 3:19
3. Love to Love You (John Watson/Maxwell Davis/Jules Taub) – 2:32
4. Belly Up Blues (Louise Hoffsten/Terry Cox) – 3:20
5. I Pity the Fool (Deadrie Malone) – 4:11
6. I Guess I'm a Fool (Peter Chatman) – 3:40
7. God Don't Ever Change (Jon Emery/Willie Johnson) – 3:35
8. I Just Wanna Make Love to You (Willie Dixon) – 4:11
9. Slow Down (Larry Williams) – 2:13
10. Weak Brain, Narrow Mind (Willie Dixon) – 3:25
11. It Serves You Right to Suffer (John Lee Hooker) – 5:19
12. Darling, Do You Remember Me (Sam Hopkins) – 3:14

## Medverkande[2]
- Louise Hoffsten – sång, munspel
- Staffan Astner – gitarr
- Backa Hans Eriksson – bas
- Christer Jansson – trummor, slagverk

## Mottagande
Skivan fick ett blandat mottagande när den utkom och snittar på 3,9/5 på Kritiker.se, baserat på fyra recensioner.

## Listplaceringar
| Lista (2004) | Topplacering |
| ------------ | ------------ |
| Sverige      | 58           |